# Túpolev MTB-2
El Túpolev MTB-2 (Морской Тяжелый Бомбардировщик, Morskoy Tyazhelyy Bombardirovshchik, Bombardero Pesado Naval), también conocido como ANT-44, fue un hidrocanoa soviético de cuatro motores construido a finales de los años 30 del siglo XX. Se construyeron dos prototipos; las prestaciones resultaron satisfactorias, pero el diseño fue superado por los bombarderos terrestres de largo alcance de la Aviación Naval Soviética, y fue cancelado en 1940.
El primer prototipo se estrelló durante las pruebas de vuelo y el segundo avión estableció una serie de plusmarcas mundiales para hidrocanoas más tarde aquel año. Después de la invasión de la Unión Soviética por parte del Eje en junio de 1941, voló misiones de bombardeo contra blancos en Rumania y más tarde a lo largo del litoral del Mar Negro, a medida que las tropas del Eje se internaban en la Unión Soviética. En 1942, el avión comenzó a evacuar heridos y también volvió a realizar bombardeos estratégicos sobre blancos rumanos, hasta que se perdió aquel año.

## Diseño y desarrollo
A principios de los años 30, la Aviación Naval Soviética se dio cuenta de que sus hidroaviones de largo alcance estaban obsoletos. Ante la poca seguridad de que los diseñadores soviéticos pudieran diseñar y construir aviones modernos de manera oportuna, consideraron encargar dicho avión en el extranjero. Los especialistas británicos en hidroaviones, Short Brothers, ofrecieron una variante de cuatro motores de su hidrocanoa S.23 que se construiría en la Unión Soviética a finales de 1934. Habría dispuesto de una velocidad máxima de 300-320 km/h y un alcance de 1200-1300 km. El Instituto Central de Hidrodinámica evaluó la propuesta y concluyó que la Oficina de Diseño Túpolev podía hacerlo mejor.
Los requerimientos del hidrocanoa ANT-44 (designación de fábrica) o MTB-2 fueron emitidos en marzo de 1935 por un avión capaz de atacar blancos terrestres y navales, y que también pudiera transportar a 35-40 pasajeros y carga. El avión debía ser capaz de alcanzar los 300 km/h a una altitud de 1000 m (3300 pies) y un alcance de 1000 km con una carga de 2000 kg de bombas. Túpolev diseñó un avión totalmente metálico que usaba un ala de gaviota semialta. Disponía de un casco de dos escalones dividido en siete compartimentos estancos para su tripulación de siete u ocho hombres. El avión estaba armado con ametralladoras ShKAS de 7,62 mm en torretas de morro y cola; una tercera arma fue instalada en el compartimento superior dorsal, con trampilla deslizante. Podía llevar hasta 2500 kg de bombas o minas navales en soportes externos, bajo la sección alar central. Su combustible se llevaba en depósitos metálicos a cada lado del larguero delantero. El ANT-44 estaba equipado con cuatro motores radiales Gnome-Rhône Mistral Major 14Kdrs (M-85) de 604 kW (810 hp). A cada lado de cada motor, el borde de ataque alar podía desplegarse hacia abajo para ser usado como plataforma de trabajo. La cola estaba arriostrada mediante cables por las partes superior e inferior.
El avión realizó su primer vuelo el 19 de abril de 1937 desde tierra, usando un tren de aterrizaje fijo temporal; su primer vuelo desde el agua no sucedió hasta el 1 de noviembre, después de que se instalaran sus flotadores estabilizadores. Las pruebas estatales comenzaron aquel mes, pero se interrumpieron el siguiente mes para cambiar sus motores Mistral Major por los más potentes Tumansky M-87 de 627 kW (840 hp). El armamento también fue mejorado a un cañón ShVAK de 20 mm en las torretas de morro y de cola, la posición dorsal fue reemplazada por una torreta con una ShKAS y se añadió otra ShKAS en el casco. Después de que se reanudaran las pruebas en julio de 1938, el prototipo fue modificado con un tren de aterrizaje convencional retráctil y motores mejorados M-87A de 709 kW (950 hp). El ANT-44 comenzó la segunda etapa de sus pruebas estatales a finales de septiembre, pero se hundió después de un aterrizaje duro que rompió su casco, en la noche del 27 al 28 de febrero de 1939.
El segundo prototipo, designado ANT-44bis o ANT-44D, comenzó su construcción en julio de 1937 e incorporó la mayoría de los cambios solicitados cuando la maqueta fue inspeccionada en marzo, así como los realizados en el primer avión, incluyendo los motores M-87A, la adición del tren de aterrizaje y el armamento modificado. El ala fue ligeramente agrandada, el tamaño y la forma del empenaje fueron revisados, así como el arriostramiento del plano de cola. Realizó su primer vuelo el 26 de junio de 1938 y las pruebas del constructor continuaron hasta el 27 de marzo de 1939. Las pruebas estatales fueron realizadas del 1 al 16 de mayo y finalizaron con una recomendación positiva.
Se programó que la construcción comenzara en la Factoría N.º 30 en Moscú-Khodynka. Estaba previsto que los aviones de producción usaran radiales Tumansky M-88 de 820 kW (1100 hp), tuvieran una velocidad máxima de 400 km/h y un alcance de 2000 km con una carga de bombas de 2800 kg. La producción fue cancelada en enero de 1940, ya que la Armada comenzó a recibir bombarderos de largo alcance Ilyushin DB-3, que podían realizar las tareas del MTB-2 de forma más económica.
Con el tren de aterrizaje desmontado, Túpolev usó el ANT-44bis para establecer varias plusmarcas mundiales para un avión de su tipo y tamaño:
- 17 de junio de 1940: altitud de 7595 m (24 918 pies) sin carga.
- 17 de junio de 1940: altitud de 7134 m (23 406 pies) con una carga de 1000 kg.
- 19 de junio de 1940: altitud de 6284 m (20 617 pies) con una carga de 2000 kg.
- 19 de junio de 1940: altitud de 5219 m (17 123 pies) con una carga de 5000 kg.
- 28 de septiembre de 1940: velocidad máxima de 277,4 km/h sobre 1000 km con una carga de 1000 kg.
- 7 de octubre de 1940: velocidad máxima de 241,9 km/h sobre 1000 km con una carga de 2000 kg.

## Historia operacional
Después de la invasión de la Unión Soviética por parte del Eje del 22 de junio de 1941, al ANT-44bis se le desmontó su tren de aterrizaje para aumentar su carga de bombas (podía llevar hasta 7000 kg en misiones de corto alcance) y fue usado inicialmente para atacar las ciudades rumanas de Bucarest, Constanza y Ploiești durante la noche. A medida que las tropas del Eje avanzaban por la costa del Mar Negro, el avión comenzó a bombardear posiciones de tropas por la noche alrededor de Odesa, Jersón y Nicolaiev. El sitio de Sebastopol a finales de 1941 forzó al ANT-44bis a reubicarse en Gelendzhik en la región del Cáucaso Norte y comenzó a evacuar heridos desde la ciudad, aunque también retomó sus bombardeos estratégicos sobre blancos rumanos. Para estas últimas misiones, el hidrocanoa iba escoltado normalmente por cazas, pero un día a mitad de 1942 se produjo un fallo de coordinación y los cazas no se presentaron cuando el ANT-44bis comenzaba a despegar. El sobrecargado avión fue descubierto por cazas alemanes en merodeo y fue fácilmente derribado, con la pérdida de todos sus tripulantes excepto el piloto, que fue expulsado del avión cuando explosionó. Reacios a admitir que se había producido un error, los líderes soviéticos declararon que un ala había tocado el agua y causado el accidente, debido a un error del piloto, y destinaron a los testigos inconvenientes a la Flota del Norte en el Ártico.

## Variantes
ANT-44 (MTB-2)
Prototipo de hidrocanoa, uno construido.
ANT-44bis (ANT-44D)
Versión anfibia mejorada del ANT-44, uno construido.

## Especificaciones (ANT-44D)
Referencia datos: Tupolev Aircraft since 1922; ANT-44, la mouette de Tupolev

### Características generales
- Tripulación: Siete-ocho
- Longitud: 22,4 m (73,6 ft)
- Envergadura: 36,5 m (119,6 ft)
- Superficie alar: 146,7 m² (1579,1 ft²)
- Peso vacío: 13 000 kg (28 652 lb)
- Peso cargado: 19 000 kg (41 876 lb)
- Peso máximo al despegue: 22 000 kg (48 488 lb)
- Planta motriz: 4× motor radial de nueve cilindros refrigerado por aire Tumansky M-87A.
  - Potencia: 710 kW (979 HP; 965 CV) cada uno.
- Hélices: Tripala de paso variable
- Diámetro de la hélice: 3,5 m

### Rendimiento
- Velocidad máxima operativa (Vno): 355 km/h (221 MPH; 192 kt)
- Velocidad crucero (Vc): 240-250 km/h
- Techo de vuelo: 7100 m (23 294 ft)
- Autonomía: 14 h
- Tiempo a altitud: 3 min a 1000 m (3300 pies), 18 min a 5000 m (16 000 pies)

### Armamento
- Ametralladoras: 

  - 2x ShKAS de 7,62 mm

- Cañones: 

  - 2x ShVAK de 20 mm
- Bombas: 2000 kg

## Aeronaves relacionadas

### Desarrollos relacionados
- Túpolev MTB-1

### Aeronaves similares
- Blohm & Voss BV 222
- Boeing 314
- Martin PBM Mariner
- Kawanishi H8K
- Short Sunderland

### Secuencias de designación
- Secuencia ANT-_ (interna de Túpolev): ← ANT-41 - ANT-42 - ANT-43 - ANT-44 - ANT-46 - ANT-51 - ANT-58
- Secuencia MTB-_ (Hidroaviones Bombarderos Pesados soviéticos, 1923-1940): MTB-1 - MTB-2